# Museu de História Natural de Cleveland
O Museu de História Natural de Cleveland (em inglês: Cleveland Museum of Natural History) é um museu de história natural localizado a cerca de oito quilômetros a leste do centro de Cleveland, em Ohio, Estados Unidos. Faz parte de uma área de 200 hectares na qual estão instaladas diversas instituições educacionais, culturais e de saúde, o chamado University Circle. O museu foi fundado em 1920 por Cyrus S. Eaton para incentivar a pesquisa, a educação e o desenvolvimento de coleções nas áreas de antropologia, arqueologia, astronomia, botânica, geologia, paleontologia, biologia e zoologia.
Donald Johanson era o curador do museu quando descobriu "Lucy", os restos mortais de um espécime do antigo hominídeo Australopithecus afarensis. O curador e atual chefe do Departamento de Antropologia Física é Yohannes Haile-Selassie.
Em 2002, o novo Planetário Fannye Shafran foi construído perto da entrada para o museu. Ele contém exposições sobre os planetas do Sistema Solar, e instrumentos históricos de exploração, como bússolas e astrolábios.

## Exposições
As coleções do museu totalizam mais de quatro milhões de espécimes e incluem espécimes de paleontologia, zoologia, arqueologia, mineralogia, ornitologia, e uma variedade de outros assuntos científicos.
Um amado modelo em escala real de um Stegosaurus no gramado atrai a curiosidade das crianças de Cleveland.
Alguns dos espécimes mais importantes incluem:
- Uma extensa coleção de fósseis de peixes do Devoniano Superior do Cleveland Shale, incluindo crânios montados do placodermo Dunkleosteus.
- Novecentos esqueletos de macacos, e mais de 3.100 esqueletos humanos (a Coleção Hamann-Todd).
- O único espécime do pequeno tiranossauro Nanotyrannus lancensis.
- O holótipo do saurópode Haplocanthosaurus.
- A montagem mais completa de um Coelophysis bauri.
- Restos montados por taxidermia de Balto, o cão de trenó.
- Uma extensão coleção de mineralogia que inclui uma rocha lunar e a coleção de gemas Jeptha Wade.
- Réplicas de esqueletos de Triceratops e Jane, um tiranosaurídeo juvenil.
- Múltiplos espécimes de mastodontes e mamutes.
- Um molde de um esqueleto de Australopithecus afarensis, um hominídeo primitivo carinhosamente apelidado de Lucy.
- Um novo esqueleto T-rex que agora está em exibição.
- O Allosaurus do Museu foi remontado e está em exibição.
- Uma coleção de 30.000 fósseis de plantas adquiridos da Universidade de Cincinnati pela ex-curadora de paleobotânica, Shya Chitaley.
- Um Pêndulo de Foucault embaixo do qual a Cápsula do Tempo do Bicentenário de Educação foi enterrada em 1996 e será aberta em 2046.

O museu fez muitas descobertas ao longo dos anos. Recentemente, em Paleontologia de Vertebrados, ambos os restos de um Titanicthis (citação necessária) em Ohio e um novo ceratopsiano, Albertaceratops nesmoi, foram feitos. Espera-se que ambos sejam colocados em exposição eventualmente. O museu está aberto diariamente das 10:00 a.m. às 5:00 p.m.